# Pokémon Gul
Pokémon Gul – Special Pikachu Edition (engelska: Pokémon Yellow version: Special Pikachu Edition) är ett Game Boy-spel utvecklat av japanska Game Freak, hörande huvudserien av Pokemonspel och är ett uppföljande systerspel till Pokémon Röd och Blå byggd på samma motor, ämnad att likna Pokémon-teveserien som kom ut efter de två föregångarna.

## Skillnader från Pokémon Röd och Blå
Handlingen och spelutformningen i Pokémon Gul version är väldigt snarlik dess föregångare Röd och Blå. Skillnaden mellan dessa versioner är att Pokémon Gul är anpassat för att likna TV-serien. Exempelvis börjar spelaren med Pokémon-figuren Pikachu, precis som protagonisten Ash Ketchum gör i den animerade serien, och spelaren stöter även på Jessie och James från Team Rocket, som också figurerar i TV-serien. 
Andra skillnader mellan dessa spel är att Pikachu följer efter spelarens karaktär (så länge den är inkluderad i laget och har minst 1 i HP) och vägrar återgå till sin pokéboll, medan man i föregångarna behåller alla sina pokémon i pokébollarna när man inte strider. Man kan se vilket humör Pikachu är på om man vänder sig mot denne och trycker på A. Pikachu kommer även att vägra att utveckla sig till en Raichu, precis som Ash Pikachu gör i TV-serien.
Förutom detta fixades vissa "glitchar" som fanns i de tidigare versionerna. Cerulean Cave gjordes om, och man har möjligheten att koppla in en Game Boy Printer för att skriva ut olika saker i spelet. Slutligen finns ett minispel, vid namn Pikachu's Beach, inprogrammerat i spelet.

## Pokémon som ej går att fånga i spelet
Följande Pokémon går ej att fånga vilda i spelet, men man kan fortfarande se dem. Man behöver byta sig till dessa från andra versioner av Pokémon:
| Nummer | Namn       |
| ------ | ---------- |
| #13    | Weedle     |
| #14    | Kakuna     |
| #15    | Beedrill   |
| #23    | Ekans      |
| #24    | Arbok      |
| #26    | Raichu     |
| #52    | Meowth     |
| #53    | Persian    |
| #109   | Koffing    |
| #110   | Weezing    |
| #124   | Jynx       |
| #125   | Electabuzz |
| #126   | Magmar     |